# Gauliga Westfalen 1942/43
Die Gauliga Westfalen 1942/43 war die zehnte Spielzeit der Gauliga Westfalen im Fußball. Die Meisterschaft sicherte sich der FC Schalke 04 mit zwölf Punkten Vorsprung auf den VfL Altenbögge. Schalke qualifizierte sich für die Endrunde um die deutsche Meisterschaft, wo sie im Viertelfinale nach einer 1:4-Niederlage gegen Holstein Kiel ausschieden. Die Abstiegsränge belegten der STV Horst-Emscher und Arminia Marten. Aus den Bezirksligen stiegen die SpVgg Erkenschwick und Alemannia Dortmund auf. Arminia Bielefeld und der VfB 03 Bielefeld gingen zur Saison 1943/44 die Kriegsspielgemeinschaft KSG Bielefeld ein.

## Abschlusstabelle
| Pl. | Verein                  | Sp. | S  | U | N  | Tore    | Quote | Punkte |
| --- | ----------------------- | --- | -- | - | -- | ------- | ----- | ------ |
| 1.  | FC Schalke 04 (M)       | 18  | 17 | 1 | 0  | 091:190 | 4,79  | 35:10  |
| 2.  | VfL Altenbögge          | 18  | 11 | 1 | 6  | 062:440 | 1,41  | 23:13  |
| 3.  | SpVgg Röhlinghausen     | 18  | 10 | 1 | 7  | 046:320 | 1,44  | 21:15  |
| 4.  | VfL Bochum              | 18  | 8  | 3 | 7  | 047:500 | 0,94  | 19:17  |
| 5.  | Westfalia Herne         | 18  | 8  | 2 | 8  | 049:460 | 1,07  | 18:18  |
| 6.  | Borussia Dortmund       | 18  | 6  | 5 | 7  | 046:460 | 1,00  | 17:19  |
| 7.  | Arminia Bielefeld       | 18  | 8  | 1 | 9  | 041:430 | 0,95  | 17:19  |
| 8.  | Alemannia Gelsenkirchen | 18  | 6  | 3 | 9  | 036:350 | 1,03  | 15:21  |
| 9.  | STV Horst-Emscher (N)   | 18  | 5  | 1 | 12 | 049:700 | 0,70  | 11:25  |
| 10. | Arminia Marten (N)      | 18  | 2  | 0 | 16 | 029:111 | 0,26  | 04:32  |

| (M) | Titelverteidiger               |
| (N) | Aufsteiger aus der Bezirksliga |

## Aufstiegsrunde

### Gruppe I
| Platz | Verein               | Spiele | Tore  | Quote | Punkte |
| ----- | -------------------- | ------ | ----- | ----- | ------ |
| 1.    | SpVgg Erkenschwick   | 6      | 14:11 | 1,27  | 9:30   |
| 2.    | SG Wattenscheid 09   | 6      | 26:12 | 2,17  | 8:40   |
| 3.    | Preußen Münster      | 6      | 16:12 | 1,33  | 7:50   |
| 4.    | TuS Reichsbahn Wanne | 6      | 07:28 | 0,25  | 0:12   |

### Gruppe II
| Platz | Verein             | Spiele | Tore  | Quote | Punkte |
| ----- | ------------------ | ------ | ----- | ----- | ------ |
| 1.    | Alemannia Dortmund | 6      | 22:20 | 11,00 | 10:2   |
| 2.    | KSG Siegen         | 3      | 01:16 | 0,06  | 04:2   |
| 3.    | Deutscher SC Hagen | 2      | 01:6  | 0,17  | 00:4   |
| 4.    | VfR Heessen a      | 3      | 00:0  | 1,00  | 00:6   |

Die fehlenden Spiele wurden nicht mehr ausgetragen.